# كيفن دايسون
كيفن دايسون (بالإنجليزية: Kevin Dyson)‏ هو لاعب كرة قدم أمريكية أمريكي، ولد في 23 يونيو 1975 في لوغان في الولايات المتحدة.

## وصلات خارجية
- كيفن دايسون على موقع مرجع كرة القدم المحترفة.كوم (الإنجليزية)
- كيفن دايسون على موقع الموسوعة البريطانية (الإنجليزية)